# Fokker F.XXXVI
Dimensions
Le Fokker F.XXXVI est un avion de ligne et de transport quadrimoteur. Il pouvait transporter 32 passagers, ses 32 sièges pouvaient se transformer en 16 lits-couchettes. 

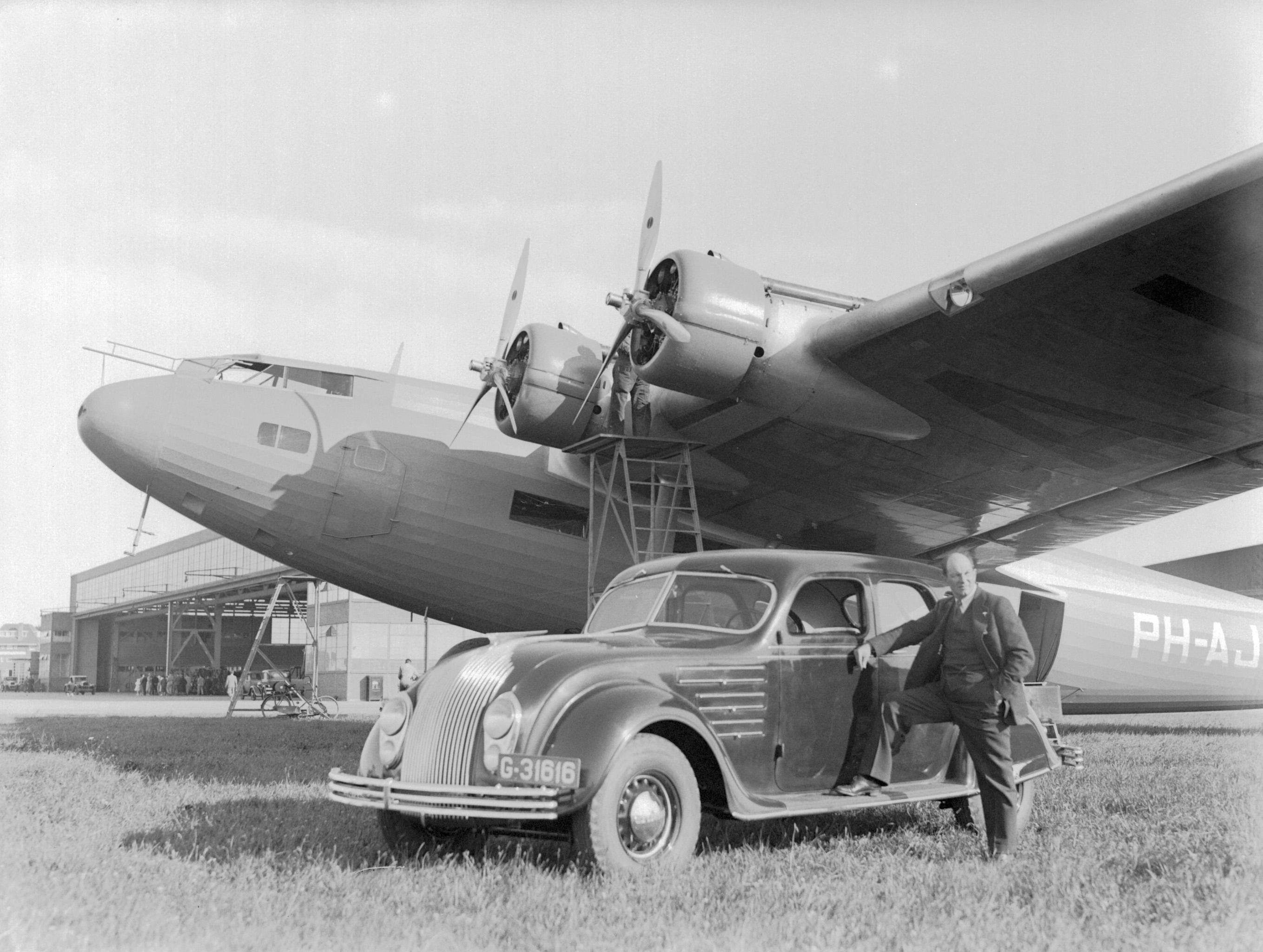
En 1934, à l'aéroport de Schiphol près d'Amsterdam, le Fokker F.XXXVI immatriculé PH-AJA, devant lequel pose son constructeur Anthony Fokker (à côté d'une Chrysler Airflow). Photographie : Willem van de Poll.